# Ermelinda De Felice
Ermelinda De Felice, née à Rome le 12 février 1915 et morte à Monte Porzio Catone, le 8 août 1981 est une actrice italienne.

## Filmographie partielle
- 1958 : È permesso Maresciallo? de Carlo Ludovico Bragaglia
- 1959 : Tipi da spiaggia de Mario Mattoli
- 1960 : Le Bossu de Rome  (titre original : Il gobbo) de Carlo Lizzani
- 1961 : 
  - Il segreto dello sparviero nero, de Domenico Paolella
  - Le Roi des truands  (titre original : Il re di Poggioreale), de Duilio Coletti
- 1962 : Nerone '71 de Filippo Walter Ratti
- 1963 : Il comandante de Paolo Heusch
- 1964 : 
  - Le Mari de la femme à barbe  (titre original : La donna scimmia), de Marco Ferreri
  - La Rancune (titre original : The Visit), de Bernhard Wicki
- 1965 : 
  - Veneri al sole de Marino Girolami
  - Les Renégats du désert (Una ráfaga de plomo) de Paolo Heusch et Antonio Santillán
- 1966 : 
  - Question d'honneur   (titre original : Una questione d'onore), de Luigi Zampa
  - Moi, moi, moi et les autres   (titre original : Io, io, io... e gli altri), de Alessandro Blasetti
  - Les Deux Filleuls du parrain (Due mafiosi contro Al Capone) de Giorgio Simonelli
  - Europa canta, de José Luis Merino
  - Le Temps des vautours  (titre original : 10.000 dollari per un massacro), de Romolo Guerrieri
  - Ischia operazione amore, de Vittorio Sala
- 1967 : Il fischio al naso, de Ugo Tognazzi
- 1968 : 
  - Serafino, de Pietro Germi
  - La Bande à César (titre original : The Biggest Bundle of Them All), de Ken Annakin
- 1969 : 
  - Satyricon, de Gian Luigi Polidoro
  - Mardi, c’est donc la Belgique (titre original : If It's Tuesday, This Must Be Belgium), de Mel Stuart
  - Le Rendez-vous (titre original : The Appointment), de Sidney Lumet
  - Si douces, si perverses  (titre original : Così dolce... così perversa), de Umberto Lenzi
  - Le Fossoyeur  (titre original : Sono Sartana, il vostro becchino), de Giuliano Carnimeo
- 1972 : 
  - Retraite mortelle     (titre original : Pulp), de Mike Hodges
  - Ton Vice est une chambre close dont moi seul ai la clé (titre original : Il tuo vizio è una stanza chiusa e solo io ne ho la chiave), de Sergio Martino
  - A qui le tour ?  (titre original : Sotto a chi tocca!), de Gianfranco Parolini
  - Anche se volessi lavorare, che faccio?, de Flavio Mogherini
  - Fais vite, monseigneur revient ! ( Quel gran pezzo dell'Ubalda tutta nuda e tutta calda) de Mariano Laurenti
- 1973 :
  - Torso  (titre original : I corpi presentano tracce di violenza carnale), de Sergio Martino
  - Les anges mangent aussi des fayots   (titre original : Anche gli angeli mangiano fagioli), de Enzo Barboni
  - Salopards en enfer (de)   (titre original : Zinksärge für die Goldjungen), de Jürgen Roland
- 1975 : Il gatto mammone, de Nando Cicero
- 1976 : Pasqualino Settebellezze, de Lina Wertmuller
- 1977 :
  - Le Cynique, l'Infâme et le Violent   (titre original : Il cinico, l'infame, il violento), de Umberto Lenzi
  - Ma copine de la fac (titre original : La compagna di banco), de Mariano Laurenti
- 1978 :
  - La Grande Bataille  (titre original : Il grande attacco), de Umberto Lenzi
  - Les lycéennes redoublent  (titre original : La liceale nella classe dei ripetenti), de Mariano Laurenti
- 1979 :
  - L'Infirmière du régiment   (titre original : L'infermiera nella corsia dei militari), de Mariano Laurenti
  - L'Infirmière de nuit   (titre original : L'infermiera di notte), de Mariano Laurenti
- 1980 :La lycéenne fait de l’œil au proviseur  (titre original : La ripetente fa l'occhietto al preside), de Mariano Laurenti.